# Upanema (kommun)
Upanema är en kommun i Brasilien.   Den ligger i delstaten Rio Grande do Norte, i den östra delen av landet, 1 600 km nordost om huvudstaden Brasília. Antalet invånare är 12 985.
Följande samhällen finns i Upanema:
- Upanema

Omgivningarna runt Upanema är huvudsakligen savann. Runt Upanema är det glesbefolkat, med 9 invånare per kvadratkilometer.